# Élections départementales de 2021 en Charente-Maritime
Les élections départementales en Charente-Maritime ont lieu les 20 et 27 juin 2021.

## Contexte départemental

### Assemblée départementale sortante
Avant les élections, le conseil départemental de la Charente-Maritime est présidé par Dominique Bussereau (DVD).
Il comprend 54 conseillers départementaux issus des 27 cantons de la Charente-Maritime.
| Président du Conseil départemental   |       |       |      |                          |
| Dominique Bussereau (DVD)            |       |       |      |                          |
| Parti                                | Sigle | Sigle | Élus | Groupes                  |
| Majorité (34 sièges)                 |       |       |      |                          |
| Divers droite                        |       | DVD   | 18   | Majorité départementale  |
| Les Républicains                     |       | LR    | 13   | Majorité départementale  |
| Union des démocrates et indépendants |       | UDI   | 2    | Majorité départementale  |
| Divers centre                        |       | DVC   | 2    | Majorité départementale  |
| Opposition (20 sièges)               |       |       |      |                          |
| Divers gauche                        |       | DVG   | 7    | Socialiste et apparentés |
| Parti socialiste                     |       | PS    | 6    | Socialiste et apparentés |
| Parti radical de gauche              |       | PRG   | 6    | Radical de gauche        |

## Système électoral
Les élections ont lieu au scrutin majoritaire binominal à deux tours. Le système est paritaire : les candidatures sont présentées sous la forme d'un binôme composé d'une femme et d'un homme avec leurs suppléants (une femme et un homme également).
Pour être élu au premier tour, un binôme doit obtenir la majorité absolue des suffrages exprimés et un nombre de suffrages au moins égal à 25 % des électeurs inscrits. Si aucun binôme n'est élu au premier tour, seuls peuvent se présenter au second tour les binômes qui ont obtenu un nombre de suffrages au moins égal à 12,5 % des électeurs inscrits, sans possibilité pour les binômes de fusionner. Est élu au second tour le binôme qui obtient le plus grand nombre de voix.

## Résultats à l'échelle du département

### Résultats par nuances du ministère de l'Intérieur
Les nuances utilisées par le ministère de l'Intérieur ne tiennent pas compte des alliances locales.
| Binômes                  | Binômes                             | Binômes                  | Premier tour | Premier tour | Premier tour | Second tour | Second tour | Second tour | Total | +/-           |  |
| Binômes                  | Binômes                             | Binômes                  | Voix         | %            | Sièges       | Voix        | %           | Sièges      | Total | +/-           |  |
| ------------------------ | ----------------------------------- | ------------------------ | ------------ | ------------ | ------------ | ----------- | ----------- | ----------- | ----- | ------------- |  |
|                          | Divers droite                       | DVD                      | 38 041       | 23,42        | 0            | 45 714      | 29,42       | 14          | 14    | 14            |  |
|                          | Rassemblement national              | RN                       | 31 707       | 19,52        | 0            | 13 004      | 8,37        | 0           | 0     | en stagnation |  |
|                          | Divers gauche                       | DVG                      | 29 895       | 18,41        | 0            | 36 006      | 23,17       | 14          | 14    | 10            |  |
|                          | Divers centre                       | DVC                      | 15 911       | 9,80         | 0            | 16 909      | 10,88       | 6           | 6     | Nv.           |  |
|                          | Union à gauche                      | UG                       | 10 460       | 6,44         | 0            | 8 463       | 5,45        | 2           | 2     | 6             |  |
|                          | Union à droite                      | UD                       | 9 726        | 5,99         | 2            | 14 980      | 9,64        | 8           | 10    | 10            |  |
|                          | Écologiste                          | ECO                      | 7 477        | 4,60         | 0            | 4 532       | 2,92        | 2           | 2     | 2             |  |
|                          | Union du centre                     | UC                       | 6 868        | 4,23         | 0            | 7 698       | 4,95        | 4           | 4     | 4             |  |
|                          | Union à gauche avec des écologistes | UGE                      | 6 228        | 3,83         | 0            | 8 096       | 5,21        | 0           | 2     | Nv.           |  |
|                          | Parti communiste français           | COM                      | 3 505        | 2,16         | 0            |             |             |             | 0     | en stagnation |  |
|                          | La France insoumise                 | FI                       | 1 382        | 0,85         | 0            | 0           | Nv.         |             |       |               |  |
|                          | Union au centre et à droite         | UCD                      | 739          | 0,45         | 0            | 0           | Nv.         |             |       |               |  |
|                          | Les Républicains                    | LR                       | 485          | 0,30         | 0            | 0           | 14          |             |       |               |  |
|                          |                                     |                          |              |              |              |             |             |             |       |               |  |
| Suffrages exprimés       | Suffrages exprimés                  | Suffrages exprimés       | 162 424      | 95,55        |              | 1 550 402   | 92,42       |             |       |               |  |
| Votes blancs             | Votes blancs                        | Votes blancs             | 4 466        | 2,63         | 7 815        | 4,65        |             |             |       |               |  |
| Votes nuls               | Votes nuls                          | Votes nuls               | 3 094        | 1,82         | 4 935        | 2,93        |             |             |       |               |  |
| Total                    | Total                               | Total                    | 169 984      | 100          | 2            | 168 152     | 100         | 52          | 54    | en stagnation |  |
| Abstentions              | Abstentions                         | Abstentions              | 332 417      | 66,17        |              | 318 432     | 65,44       |             |       |               |  |
| Inscrits / participation | Inscrits / participation            | Inscrits / participation | 502 401      | 33,83        | 486 584      | 34,56       |             |             |       |               |  |

### Résultats selon les étiquettes politiques
| Étiquette                | Étiquette                 | Binômes | Premier tour | Premier tour | Second tour | Second tour   | Total | +/-           |
| Étiquette                | Étiquette                 | Binômes | Voix         | %            | Voix        | %             | Total | +/-           |
| ------------------------ | ------------------------- | ------- | ------------ | ------------ | ----------- | ------------- | ----- | ------------- |
|                          | Majorité départementale   | 23      | 57 083       | 35,15        | 72 331      | 46,54         | 30    | 14            |
|                          | Rassemblement national    | 26      | 31 707       | 19,52        | 13 004      | 8,37          | 0     | en stagnation |
|                          | Au coeur des solidarités  | 12      | 29 895       | 18,41        | 36 006      | 23,17         | 12    | 10            |
|                          | Europe Écologie Les Verts | 12      | 13 488       | 8,30         | 9 153       | 5,89          | 2     | Nv.           |
|                          | Divers gauche             | 5       | 9 666        | 5,95         | 15 063      | 9,69          | 2     | 6             |
|                          | La République en marche   | 8       | 8 174        | 5,03         | 4 806       | 3,09          | 2     | 10            |
|                          | Parti communiste français | 11      | 7 990        | 4,92         |             |               | 2     | 2             |
|                          | Divers centre             | 3       | 6 156        | 3,79         | 4           | 4             |       |               |
|                          | Divers droite             | 3       | 1 990        | 1,23         | 0           | en stagnation |       |               |
|                          | La France insoumise       | 4       | 1 984        | 1,22         | 0           | en stagnation |       |               |
|                          | Olivier Falorni           | 3       | 1 709        | 1,05         | 0           | Nv.           |       |               |
|                          | LR                        | 1       | 485          | 0,30         | 0           | Nv.           |       |               |
|                          |                           |         |              |              |             |               |       |               |
| Suffrages exprimés       | Suffrages exprimés        |         | 162 424      | 95,55        | 155 402     | 92,42         |       |               |
| Votes blancs             | Votes blancs              | 4 466   | 2,63         | 7 815        | 4,65        |               |       |               |
| Votes nuls               | Votes nuls                | 3 094   | 1,82         | 4 935        | 2,93        |               |       |               |
| Total                    | Total                     | 111     | 169 984      | 100          | 168 152     | 100           | 54    | en stagnation |
| Abstentions              | Abstentions               |         | 332 417      | 66,17        | 318 432     | 65,44         |       |               |
| Inscrits / participation | Inscrits / participation  | 502 401 | 33,83        | 486 584      | 34,56       |               |       |               |

### Assemblée départementale élue
| Président du Conseil départemental   |       |       |      |                                              |
| Sylvie Marcilly (DVD)                |       |       |      |                                              |
| Parti                                | Sigle | Sigle | Élus | Groupes                                      |
| Majorité (31 sièges)                 |       |       |      |                                              |
| Divers droite                        |       | DVD   | 15   | Majorité départementale                      |
| Les Républicains                     |       | LR    | 9    | Majorité départementale                      |
| Union des démocrates et indépendants |       | UDI   | 2    | Majorité départementale                      |
| Divers centre                        |       | DVC   | 3    | Majorité départementale                      |
| Mouvement radical                    |       | MR    | 1    | Majorité départementale                      |
| MoDem                                |       | MoDem | 1    | Majorité départementale                      |
| Opposition (23 sièges)               |       |       |      |                                              |
| Divers gauche                        |       | DVG   | 7    | Au Cœur des solidarités                      |
| Parti socialiste                     |       | PS    | 2    | Au Cœur des solidarités                      |
| Parti radical de gauche              |       | PRG   | 2    | Au Cœur des solidarités                      |
| Écologiste                           |       | ÉCO   | 1    | Au Cœur des solidarités                      |
| Divers gauche                        |       | DVG   | 4    | Rassembler et agir pour la Charente-Maritime |
| Divers centre                        |       | DVC   | 2    | Rassembler et agir pour la Charente-Maritime |
| Europe Écologie Les Verts            |       | EÉLV  | 2    | Écologie et solidarités                      |
| Divers gauche                        |       | DVG   | 2    | Proximité et solidarité                      |
| Parti radical de gauche              |       | PRG   | 1    | Non-inscrit                                  |

### Élus par canton
| Canton              | Conseiller Sortant       | Parti | Parti | Conseiller élu           | Parti | Parti |
| ------------------- | ------------------------ | ----- | ----- | ------------------------ | ----- | ----- |
| Aytré               | Guy Denier               |       | PS    | Guillaume Krabal         |       | DVG   |
| Aytré               | Martine Villenave        |       | PS    | Marie Ligonniere         |       | DVG   |
| Chaniers            | Fabrice Barusseau        |       | PS    | Fabrice Barusseau        |       | PS    |
| Chaniers            | Corinne Grégoire         |       | DVG   | Corinne Etourneau        |       | DVG   |
| Châtelaillon-Plage  | Sylvie Marcilly          |       | DVD   | Sylvie Marcilly          |       | DVD   |
| Châtelaillon-Plage  | Stéphane Villain         |       | LR    | Stéphane Villain         |       | LR    |
| Île d'Oléron        | Michel Parent            |       | LR    | Christophe Sueur         |       | DVD   |
| Île d'Oléron        | Dominique Rabelle        |       | LR    | Dominique Rabelle        |       | LR    |
| Île de Ré           | Lionel Quillet           |       | DVD   | Patrice Raffarin         |       | DVD   |
| Île de Ré           | Gisèle Vergnon           |       | DVD   | Véronique Richez-Lerouge |       | MoDem |
| La Jarrie           | David Baudon             |       | DVG   | David Baudon             |       | DVG   |
| La Jarrie           | Line Lafougère           |       | DVG   | Marie-Karine Ducrocq     |       | DVG   |
| Jonzac              | Christophe Cabri         |       | DVD   | Christophe Cabri         |       | DVD   |
| Jonzac              | Chantal Guimberteau      |       | DVD   | Chantal Guimberteau      |       | DVD   |
| Lagord              | Christian Fallourd       |       | LR    | Brigitte Desveaux        |       | PP    |
| Lagord              | Évelyne Ferrand          |       | LR    | Marc Maigné              |       | PRG   |
| Marans              | Karine Dupraz            |       | DVG   | Valérie Amy-Moie         |       | DVD   |
| Marans              | Denis Petit              |       | PRG   | Jean-Pierre Servant      |       | DVG   |
| Marennes            | Michèle Bazin            |       | DVG   | Anne Brachet             |       | PS    |
| Marennes            | Mickaël Vallet           |       | PS    | Mickaël Vallet           |       | PS    |
| Matha               | Corinne Imbert           |       | LR    | Corinne Imbert           |       | LR    |
| Matha               | Jean-Marie Roustit       |       | DVD   | Stéphane Chedouteaud     |       | DVD   |
| Pons                | Marie-Christine Bureau   |       | DVD   | Jacky Botton             |       | DVD   |
| Pons                | Jacky Quesson            |       | DVD   | Marie-Christine Bureau   |       | DVD   |
| Rochefort           | Caroline Campodarve      |       | LR    | Caroline Campodarve      |       | LR    |
| Rochefort           | Gérard Pons              |       | LR    | Gérard Pons              |       | LR    |
| La Rochelle-1       | Marylise Fleuret-Pagnoux |       | PRG   | Marylise Fleuret-Pagnoux |       | PRG   |
| La Rochelle-1       | Pierre Malbosc           |       | PRG   | Christophe Bertaud       |       | DVG   |
| La Rochelle-2       | Patricia Friou           |       | DVG   | Dominique Guégo          |       | DVG   |
| La Rochelle-2       | Dominique Guégo          |       | DVG   | Marie Nédellec           |       | DVG   |
| La Rochelle-3       | Nadège Désir             |       | PRG   | Marion Pichot            |       | EÉLV  |
| La Rochelle-3       | Pierre Robin             |       | PRG   | Jean-Marc Soubeste       |       | EÉLV  |
| Royan               | Dominique Bussereau      |       | DVD   | Patrice Libelli          |       | DVD   |
| Royan               | Marie-Pierre Quentin     |       | LR    | Marie-Pierre Quentin     |       | LR    |
| Saint-Jean-d'Angély | Caroline Aloe            |       | DVD   | Caroline Aloé            |       | DVD   |
| Saint-Jean-d'Angély | Jean-Claude Godineau     |       | UDI   | Jean-Claude Godineau     |       | UDI   |
| Saint-Porchaire     | Michel Doublet           |       | LR    | Michel Doublet           |       | LR    |
| Saint-Porchaire     | Brigitte Seguin          |       | DVD   | Brigitte Seguin          |       | DVD   |
| Saintes             | Christophe Dourthe       |       | PS    | Véronique Abelin-Drapron |       | UDI   |
| Saintes             | Isabelle Blesson         |       | PS    | Philippe Callaud         |       | MR    |
| Saintonge Estuaire  | Françoise de Roffignac   |       | LR    | Françoise de Roffignac   |       | LR    |
| Saintonge Estuaire  | Loïc Girard              |       | DVD   | Loïc Girard              |       | DVD   |
| Saujon              | Pascal Ferchaud          |       | PRG   | Pascal Ferchaud          |       | PRG   |
| Saujon              | Ghislaine Guillen        |       | PRG   | Ghislaine Guillen        |       | PRG   |
| Surgères            | Catherine Desprez        |       | LR    | Catherine Desprez        |       | LR    |
| Surgères            | Gilles Gay               |       | DVD   | Gilles Gay               |       | DVD   |
| Thénac              | Alexandre Grenot         |       | DVD   | Alexandre Grenot         |       | DVD   |
| Thénac              | Sylvie Mercier           |       | DVD   | Sylvie Mercier           |       | DVD   |
| Tonnay-Charente     | Christian Branger        |       | DVD   | Patricia François        |       | DVG   |
| Tonnay-Charente     | Marie-Chantal Périer     |       | LR    | Lionel Pacaud            |       | DVG   |
| La Tremblade        | Fabienne Aucouturier     |       | DVD   | Fabienne Labarrière      |       | DVD   |
| La Tremblade        | Jean-Pierre Tallieu      |       | UDI   | Jean Prou                |       | DVD   |
| Les Trois Monts     | Brigitte Rokvam          |       | DVD   | Jeanne Blanc             |       | DVG   |
| Les Trois Monts     | Bernard Seguin           |       | DVD   | Yves Poujade             |       | DVG   |

## Résultats par canton
Les binômes sont présentés par ordre décroissant des résultats au premier tour. En cas de victoire au second tour du binôme arrivé en deuxième place au premier, ses résultats sont indiqués en gras.

### Canton d'Aytré
| Candidats                | Candidats                | Partis                   | Nuance                   | Premier tour | Premier tour | Second tour | Second tour |
| Candidats                | Candidats                | Partis                   | Nuance                   | Voix         | %            | Voix        | %           |
| ------------------------ | ------------------------ | ------------------------ | ------------------------ | ------------ | ------------ | ----------- | ----------- |
|                          | Guillaume Krabal         | DVG                      | DVG                      | 3 007        | 45,53        | 4 493       | 70,39       |
|                          | Marie Ligonniere         | DVG                      | DVG                      | 3 007        | 45,53        | 4 493       | 70,39       |
|                          | Tony Loisel              | DVD                      | DVD                      | 908          | 13,75        | 1 890       | 29,61       |
|                          | Jocelyne Rocheteau       | DVD                      | DVD                      | 908          | 13,75        | 1 890       | 29,61       |
|                          | Denis Bobin              | RN                       | RN                       | 818          | 12,39        |             |             |
|                          | Oumelkhir Delage         | RN                       | RN                       | 818          | 12,39        |             |             |
|                          | Aurore Four              | LFI                      | FI                       | 810          | 12,27        |             |             |
|                          | Cédric Ruffié            | LFI                      | FI                       | 810          | 12,27        |             |             |
|                          | Sally Chadjaa            | LR                       | UCD                      | 739          | 11,19        |             |             |
|                          | Martin Lepoutre          | DVC                      | UCD                      | 739          | 11,19        |             |             |
|                          | Shawn Le Govic           | PCF                      | COM                      | 322          | 4,88         |             |             |
|                          | Magali Rezzik            | PCF                      | COM                      | 322          | 4,88         |             |             |
|                          |                          |                          |                          |              |              |             |             |
| Suffrages exprimés       | Suffrages exprimés       | Suffrages exprimés       | Suffrages exprimés       | 6 604        | 96,79        | 6 383       | 92,17       |
| Votes blancs             | Votes blancs             | Votes blancs             | Votes blancs             | 135          | 1,98         | 329         | 4,75        |
| Votes nuls               | Votes nuls               | Votes nuls               | Votes nuls               | 84           | 1,23         | 213         | 3,08        |
| Total                    | Total                    | Total                    | Total                    | 6 823        | 100          | 6 925       | 100         |
| Abstention               | Abstention               | Abstention               | Abstention               | 14 286       | 67,68        | 14 193      | 67,21       |
| Inscrits / participation | Inscrits / participation | Inscrits / participation | Inscrits / participation | 21 109       | 32,32        | 21 118      | 32,79       |

### Canton de Chaniers
| Candidats                | Candidats                | Partis                   | Nuance                   | Premier tour | Premier tour | Second tour | Second tour |
| Candidats                | Candidats                | Partis                   | Nuance                   | Voix         | %            | Voix        | %           |
| ------------------------ | ------------------------ | ------------------------ | ------------------------ | ------------ | ------------ | ----------- | ----------- |
|                          | Fabrice Barusseau        | PS                       | DVG                      | 2 290        | 38,87        | 3 066       | 51,97       |
|                          | Corinne Etourneau        | DVG                      | DVG                      | 2 290        | 38,87        | 3 066       | 51,97       |
|                          | Eric Pannaud             | DVD                      | DVC                      | 1 999        | 33,93        | 2 834       | 48,03       |
|                          | Geneviève Thouard        | DVD                      | DVC                      | 1 999        | 33,93        | 2 834       | 48,03       |
|                          | Joëlle Coussy            | RN                       | RN                       | 1 099        | 18,66        |             |             |
|                          | Alain Massart            | RN                       | RN                       | 1 099        | 18,66        |             |             |
|                          | Jean-Philippe Ardouin    | LREM                     | UC                       | 503          | 8,54         |             |             |
|                          | Carine Genauzeau         | DVC                      | UC                       | 503          | 8,54         |             |             |
|                          |                          |                          |                          |              |              |             |             |
| Suffrages exprimés       | Suffrages exprimés       | Suffrages exprimés       | Suffrages exprimés       | 5 891        | 94,89        | 5 900       | 92,69       |
| Votes blancs             | Votes blancs             | Votes blancs             | Votes blancs             | 199          | 3,21         | 282         | 4,43        |
| Votes nuls               | Votes nuls               | Votes nuls               | Votes nuls               | 118          | 1,90         | 183         | 2,88        |
| Total                    | Total                    | Total                    | Total                    | 6 208        | 100          | 6 365       | 100         |
| Abstention               | Abstention               | Abstention               | Abstention               | 11 303       | 64,55        | 11 147      | 63,65       |
| Inscrits / participation | Inscrits / participation | Inscrits / participation | Inscrits / participation | 17 511       | 64,55        | 17 512      | 36,35       |

### Canton de Châtelaillon-Plage
| Candidats                | Candidats                | Partis                   | Nuance                   | Premier tour | Premier tour | Second tour | Second tour |
| Candidats                | Candidats                | Partis                   | Nuance                   | Voix         | %            | Voix        | %           |
| ------------------------ | ------------------------ | ------------------------ | ------------------------ | ------------ | ------------ | ----------- | ----------- |
|                          | Sylvie Marcilly,         | DVD                      | DVD                      | 4 660        | 63,80        | 5 329       | 74,11       |
|                          | Stéphane Villain,        | LR                       | DVD                      | 4 660        | 63,80        | 5 329       | 74,11       |
|                          | Gérard Dubois            | PRG                      | DVG                      | 1 699        | 23,26        | 1 862       | 25,89       |
|                          | Maryse Martin            | PS                       | DVG                      | 1 699        | 23,26        | 1 862       | 25,89       |
|                          | Philippe Favarel         | RN                       | RN                       | 945          | 12,94        |             |             |
|                          | Murielle Philipps        | RN                       | RN                       | 945          | 12,94        |             |             |
|                          |                          |                          |                          |              |              |             |             |
| Suffrages exprimés       | Suffrages exprimés       | Suffrages exprimés       | Suffrages exprimés       | 7 304        | 97,30        | 7 191       | 95,88       |
| Votes blancs             | Votes blancs             | Votes blancs             | Votes blancs             | 141          | 1,88         | 211         | 2,81        |
| Votes nuls               | Votes nuls               | Votes nuls               | Votes nuls               | 62           | 0,83         | 98          | 1,31        |
| Total                    | Total                    | Total                    | Total                    | 7 507        | 100          | 7 500       | 100         |
| Abstention               | Abstention               | Abstention               | Abstention               | 11 512       | 60,53        | 11 519      | 60,57       |
| Inscrits / participation | Inscrits / participation | Inscrits / participation | Inscrits / participation | 19 019       | 39,47        | 19 019      | 39,43       |

### Canton de l'Île d'Oléron
| Candidats                | Candidats                | Partis                   | Nuance                   | Premier tour | Premier tour | Second tour | Second tour |
| Candidats                | Candidats                | Partis                   | Nuance                   | Voix         | %            | Voix        | %           |
| ------------------------ | ------------------------ | ------------------------ | ------------------------ | ------------ | ------------ | ----------- | ----------- |
|                          | Dominique Rabelle,       | DVD                      | DVD                      | 3 458        | 48,55        | 4 580       | 65,72       |
|                          | Christophe Sueur         | DVD                      | DVD                      | 3 458        | 48,55        | 4 580       | 65,72       |
|                          | Anny Desreumaux          | G.s                      | UGE                      | 2 063        | 28,97        | 2 389       | 34,28       |
|                          | Grégory Gendre           | EÉLV                     | UGE                      | 2 063        | 28,97        | 2 389       | 34,28       |
|                          | Catherine Bazin          | RN                       | RN                       | 1 601        | 22,48        |             |             |
|                          | Pascal Markowsky         | RN                       | RN                       | 1 601        | 22,48        |             |             |
|                          |                          |                          |                          |              |              |             |             |
| Suffrages exprimés       | Suffrages exprimés       | Suffrages exprimés       | Suffrages exprimés       | 7 122        | 96,35        | 6 969       | 93,12       |
| Votes blancs             | Votes blancs             | Votes blancs             | Votes blancs             | 185          | 2,50         | 332         | 4,44        |
| Votes nuls               | Votes nuls               | Votes nuls               | Votes nuls               | 85           | 1,15         | 183         | 2,45        |
| Total                    | Total                    | Total                    | Total                    | 7 392        | 100          | 7 484       | 100         |
| Abstention               | Abstention               | Abstention               | Abstention               | 12 613       | 63,05        | 12 519      | 62,59       |
| Inscrits / participation | Inscrits / participation | Inscrits / participation | Inscrits / participation | 20 005       | 36,95        | 20 003      | 37,41       |

### Canton de l'Île de Ré
| Candidats                | Candidats                              | Partis                   | Nuance                   | Premier tour | Premier tour | Second tour | Second tour |
| Candidats                | Candidats                              | Partis                   | Nuance                   | Voix         | %            | Voix        | %           |
| ------------------------ | -------------------------------------- | ------------------------ | ------------------------ | ------------ | ------------ | ----------- | ----------- |
|                          | Patrice Raffarin                       | DVD                      | UC                       | 2 881        | 43,50        | 4 806       | 62,55       |
|                          | Véronique Richez-Lerouge               | MoDem                    | UC                       | 2 881        | 43,50        | 4 806       | 62,55       |
|                          | Lionel Quillet,                        | DVD                      | DVD                      | 2 446        | 36,93        | 2 878       | 37,45       |
|                          | Gisèle Vergnon,                        | DVD                      | DVD                      | 2 446        | 36,93        | 2 878       | 37,45       |
|                          | Luc Clement-Colas                      | EÉLV                     | ECO                      | 742          | 11,20        |             |             |
|                          | Judith Hebert                          | EÉLV                     | ECO                      | 742          | 11,20        |             |             |
|                          | Marie-Françoise de Lacoste-Lareymondie | RN                       | RN                       | 554          | 8,36         |             |             |
|                          | Michel Merlin                          | RN                       | RN                       | 554          | 8,36         |             |             |
|                          |                                        |                          |                          |              |              |             |             |
| Suffrages exprimés       | Suffrages exprimés                     | Suffrages exprimés       | Suffrages exprimés       | 6 623        | 97,86        | 7 684       | 96,39       |
| Votes blancs             | Votes blancs                           | Votes blancs             | Votes blancs             | 83           | 1,23         | 171         | 2,15        |
| Votes nuls               | Votes nuls                             | Votes nuls               | Votes nuls               | 62           | 0,92         | 117         | 1,47        |
| Total                    | Total                                  | Total                    | Total                    | 6 768        | 100          | 7 972       | 100         |
| Abstention               | Abstention                             | Abstention               | Abstention               | 9 723        | 58,96        | 8 518       | 51,66       |
| Inscrits / participation | Inscrits / participation               | Inscrits / participation | Inscrits / participation | 16 491       | 41,04        | 16 490      | 48,34       |

### Canton de La Jarrie
| Candidats                | Candidats                | Partis                   | Nuance                   | Premier tour | Premier tour | Second tour | Second tour |
| Candidats                | Candidats                | Partis                   | Nuance                   | Voix         | %            | Voix        | %           |
| ------------------------ | ------------------------ | ------------------------ | ------------------------ | ------------ | ------------ | ----------- | ----------- |
|                          | David Baudon             | DVG                      | DVG                      | 2 341        | 38,80        | 3 286       | 55,10       |
|                          | Marie-Karine Ducrocq     | DVG                      | DVG                      | 2 341        | 38,80        | 3 286       | 55,10       |
|                          | Bertrand Ayral           | DVG                      | DVG                      | 1 749        | 28,99        | 2 678       | 44,90       |
|                          | Line Méode               | DVG                      | DVG                      | 1 749        | 28,99        | 2 678       | 44,90       |
|                          | Florence Absolu          | EÉLV                     | ECO                      | 1 007        | 16,69        |             |             |
|                          | Jean-Marie Marchais      | EÉLV                     | ECO                      | 1 007        | 16,69        |             |             |
|                          | Régine Alvarez           | RN                       | RN                       | 937          | 15,53        |             |             |
|                          | Patrick Auzou            | RN                       | RN                       | 937          | 15,53        |             |             |
|                          |                          |                          |                          |              |              |             |             |
| Suffrages exprimés       | Suffrages exprimés       | Suffrages exprimés       | Suffrages exprimés       | 6 034        | 96,99        | 5 964       | 93,46       |
| Votes blancs             | Votes blancs             | Votes blancs             | Votes blancs             | 114          | 1,83         | 262         | 4,11        |
| Votes nuls               | Votes nuls               | Votes nuls               | Votes nuls               | 73           | 1,17         | 155         | 2,43        |
| Total                    | Total                    | Total                    | Total                    | 6 221        | 100          | 6 381       | 100         |
| Abstention               | Abstention               | Abstention               | Abstention               | 13 783       | 68,90        | 13 646      | 68,14       |
| Inscrits / participation | Inscrits / participation | Inscrits / participation | Inscrits / participation | 20 004       | 31,10        | 20 027      | 31,86       |

### Canton de Jonzac
| Candidats                | Candidats                | Partis                   | Nuance                   | Premier tour | Premier tour |
| Candidats                | Candidats                | Partis                   | Nuance                   | Voix         | %            |
| ------------------------ | ------------------------ | ------------------------ | ------------------------ | ------------ | ------------ |
|                          | Christophe Cabri,        | DVD                      | DVD                      | 4 466        | 80,32        |
|                          | Chantal Guimberteau,     | DVD                      | DVD                      | 4 466        | 80,32        |
|                          | Sabrina Boudeaud         | RN                       | RN                       | 1 094        | 19,68        |
|                          | Steven Lafaix            | RN                       | RN                       | 1 094        | 19,68        |
|                          |                          |                          |                          |              |              |
| Suffrages exprimés       | Suffrages exprimés       | Suffrages exprimés       | Suffrages exprimés       | 5 560        | 92,30        |
| Votes blancs             | Votes blancs             | Votes blancs             | Votes blancs             | 258          | 4,28         |
| Votes nuls               | Votes nuls               | Votes nuls               | Votes nuls               | 206          | 3,42         |
| Total                    | Total                    | Total                    | Total                    | 6 024        | 100          |
| Abstention               | Abstention               | Abstention               | Abstention               | 9 843        | 62,03        |
| Inscrits / participation | Inscrits / participation | Inscrits / participation | Inscrits / participation | 15 867       | 37,97        |

### Canton de Lagord
| Candidats                | Candidats                | Partis                   | Nuance                   | Premier tour | Premier tour | Second tour | Second tour |
| Candidats                | Candidats                | Partis                   | Nuance                   | Voix         | %            | Voix        | %           |
| ------------------------ | ------------------------ | ------------------------ | ------------------------ | ------------ | ------------ | ----------- | ----------- |
|                          | Evelyne Ferrand,         | DVD                      | DVD                      | 2 189        | 31,41        | 3 397       | 49,43       |
|                          | Hervé Pineau             | DVD                      | DVD                      | 2 189        | 31,41        | 3 397       | 49,43       |
|                          | Brigitte Desveaux        | PP                       | UGE                      | 1 612        | 23,13        | 3 475       | 50,57       |
|                          | Marc Maigné              | PRG                      | UGE                      | 1 612        | 23,13        | 3 475       | 50,57       |
|                          | Elodie Gallochat         | DVG                      | DVG                      | 1 395        | 20,01        |             |             |
|                          | Antonin Hameury          | DVG                      | DVG                      | 1 395        | 20,01        |             |             |
|                          | Bruno Bellanger          | RN                       | RN                       | 907          | 13,01        |             |             |
|                          | Lisa Blanchard           | RN                       | RN                       | 907          | 13,01        |             |             |
|                          | Jean-Luc Algay           | DVC                      | DVC                      | 867          | 12,44        |             |             |
|                          | Katherine Chipoff        | DVC                      | DVC                      | 867          | 12,44        |             |             |
|                          |                          |                          |                          |              |              |             |             |
| Suffrages exprimés       | Suffrages exprimés       | Suffrages exprimés       | Suffrages exprimés       | 6 970        | 97,31        | 6 872       | 93,53       |
| Votes blancs             | Votes blancs             | Votes blancs             | Votes blancs             | 119          | 1,66         | 328         | 4,46        |
| Votes nuls               | Votes nuls               | Votes nuls               | Votes nuls               | 74           | 1,03         | 147         | 2,00        |
| Total                    | Total                    | Total                    | Total                    | 7 163        | 100          | 7 347       | 100         |
| Abstention               | Abstention               | Abstention               | Abstention               | 14 588       | 67,07        | 14 407      | 66,23       |
| Inscrits / participation | Inscrits / participation | Inscrits / participation | Inscrits / participation | 21 751       | 32,93        | 21 754      | 33,77       |

### Canton de Marans
| Candidats                | Candidats                        | Partis                   | Nuance                   | Premier tour | Premier tour | Second tour | Second tour |
| Candidats                | Candidats                        | Partis                   | Nuance                   | Voix         | %            | Voix        | %           |
| ------------------------ | -------------------------------- | ------------------------ | ------------------------ | ------------ | ------------ | ----------- | ----------- |
|                          | Valérie Amy-Moie,                | DVC                      | DVC                      | 3 041        | 50,92        | 3 738       | 65,40       |
|                          | Jean-Pierre Servant,             | DVC                      | DVC                      | 3 041        | 50,92        | 3 738       | 65,40       |
|                          | Karine Dupraz                    | DVG                      | DVG                      | 1 566        | 26,22        | 1 978       | 34,60       |
|                          | Thierry Rambaud                  | DVG                      | DVG                      | 1 566        | 26,22        | 1 978       | 34,60       |
|                          | Jean-Marc de Lacoste Lareymondie | RN                       | RN                       | 1 365        | 22,86        |             |             |
|                          | Elise Somprou                    | RN                       | RN                       | 1 365        | 22,86        |             |             |
|                          |                                  |                          |                          |              |              |             |             |
| Suffrages exprimés       | Suffrages exprimés               | Suffrages exprimés       | Suffrages exprimés       | 5 972        | 94,61        | 5 716       | 90,47       |
| Votes blancs             | Votes blancs                     | Votes blancs             | Votes blancs             | 223          | 3,53         | 416         | 6,58        |
| Votes nuls               | Votes nuls                       | Votes nuls               | Votes nuls               | 117          | 1,85         | 186         | 2,94        |
| Total                    | Total                            | Total                    | Total                    | 6 312        | 100          | 6 318       | 100         |
| Abstention               | Abstention                       | Abstention               | Abstention               | 15 062       | 70,47        | 15 061      | 70,45       |
| Inscrits / participation | Inscrits / participation         | Inscrits / participation | Inscrits / participation | 21 374       | 29,53        | 21 379      | 29,55       |

### Canton de Marennes
| Candidats                | Candidats                | Partis                   | Nuance                   | Premier tour | Premier tour | Second tour | Second tour |
| Candidats                | Candidats                | Partis                   | Nuance                   | Voix         | %            | Voix        | %           |
| ------------------------ | ------------------------ | ------------------------ | ------------------------ | ------------ | ------------ | ----------- | ----------- |
|                          | Anne Brachet             | PS                       | UG                       | 3 557        | 65,45        | 3 619       | 65,98       |
|                          | Mickaël Vallet           | PS                       | UG                       | 3 557        | 65,45        | 3 619       | 65,98       |
|                          | Richard Guérit           | RN                       | RN                       | 1 878        | 34,55        | 1 866       | 34,02       |
|                          | Stéphanie Moumon         | RN                       | RN                       | 1 878        | 34,55        | 1 866       | 34,02       |
|                          |                          |                          |                          |              |              |             |             |
| Suffrages exprimés       | Suffrages exprimés       | Suffrages exprimés       | Suffrages exprimés       | 5 435        | 94,06        | 5 485       | 94,85       |
| Votes blancs             | Votes blancs             | Votes blancs             | Votes blancs             | 221          | 3,82         | 181         | 3,13        |
| Votes nuls               | Votes nuls               | Votes nuls               | Votes nuls               | 122          | 2,11         | 117         | 2,02        |
| Total                    | Total                    | Total                    | Total                    | 5 778        | 100          | 5 783       | 100         |
| Abstention               | Abstention               | Abstention               | Abstention               | 10 880       | 65,31        | 10 877      | 65,29       |
| Inscrits / participation | Inscrits / participation | Inscrits / participation | Inscrits / participation | 16 658       | 34,69        | 16 660      | 34,71       |

### Canton de Matha
| Candidats                | Candidats                | Partis                   | Nuance | Premier tour | Premier tour | Second tour | Second tour |
| Candidats                | Candidats                | Partis                   | Nuance | Voix         | %            | Voix        | %           |
| ------------------------ | ------------------------ | ------------------------ | ------ | ------------ | ------------ | ----------- | ----------- |
|                          | Stéphane Chedouteaud     | DVD                      | DVD    | 3 352        | 59,85        | 4 081       | 73,73       |
|                          | Corinne Imbert,          | LR                       | DVD    | 3 352        | 59,85        | 4 081       | 73,73       |
|                          | Brigitte Minnereau       | RN                       | RN     | 1 332        | 23,78        | 1 454       | 26,27       |
|                          | Frédéric Orski           | RN                       | RN     | 1 332        | 23,78        | 1 454       | 26,27       |
|                          | Vivienne Breuil Crawford | EÉLV                     | ECO    | 917          | 16,37        |             |             |
|                          | Xavier de Catheu         | EÉLV                     | ECO    | 917          | 16,37        |             |             |
|                          |                          |                          |        |              |              |             |             |
| Suffrages exprimés       | Suffrages exprimés       | Suffrages exprimés       |        | 5 601        | 93,06        | 5 535       | 91,37       |
| Votes blancs             | Votes blancs             | Votes blancs             |        | 220          | 3,66         | 281         | 4,64        |
| Votes nuls               | Votes nuls               | Votes nuls               |        | 198          | 3,29         | 242         | 3,99        |
| Total                    | Total                    | Total                    |        | 6 019        | 100          | 6 058       | 100         |
| Abstention               | Abstention               | Abstention               |        | 10 158       | 62,79        | 10 120      | 62,55       |
| Inscrits / participation | Inscrits / participation | Inscrits / participation |        | 16 177       | 37,21        | 16 178      | 37,45       |

### Canton de Pons
| Candidats                | Candidats                 | Partis                   | Nuance                   | Premier tour | Premier tour | Second tour | Second tour |
| Candidats                | Candidats                 | Partis                   | Nuance                   | Voix         | %            | Voix        | %           |
| ------------------------ | ------------------------- | ------------------------ | ------------------------ | ------------ | ------------ | ----------- | ----------- |
|                          | Jacky Botton              | DVD                      | DVD                      | 1 725        | 30,91        | 2 786       | 52,40       |
|                          | Marie-Christine Bureau,   | DVD                      | DVD                      | 1 725        | 30,91        | 2 786       | 52,40       |
|                          | Nicole Martin             | DVD                      | DVC                      | 1 655        | 29,65        | 2 531       | 47,60       |
|                          | Laurent Nivard            | DVD                      | DVC                      | 1 655        | 29,65        | 2 531       | 47,60       |
|                          | Marie Bobin               | RN                       | RN                       | 1 321        | 23,67        |             |             |
|                          | Michel Chomel             | RN                       | RN                       | 1 321        | 23,67        |             |             |
|                          | Marie-Madeleine Giribaldi | PCF                      | COM                      | 880          | 15,77        |             |             |
|                          | Antoine Rivera            | PCF                      | COM                      | 880          | 15,77        |             |             |
|                          |                           |                          |                          |              |              |             |             |
| Suffrages exprimés       | Suffrages exprimés        | Suffrages exprimés       | Suffrages exprimés       | 5 581        | 94,72        | 5 317       | 88,54       |
| Votes blancs             | Votes blancs              | Votes blancs             | Votes blancs             | 182          | 3,09         | 427         | 7,11        |
| Votes nuls               | Votes nuls                | Votes nuls               | Votes nuls               | 129          | 2,19         | 261         | 4,35        |
| Total                    | Total                     | Total                    | Total                    | 5 892        | 100          | 6 005       | 100         |
| Abstention               | Abstention                | Abstention               | Abstention               | 10 462       | 63,97        | 10 352      | 63,29       |
| Inscrits / participation | Inscrits / participation  | Inscrits / participation | Inscrits / participation | 16 354       | 36,71        | 16 357      | 36,03       |

### Canton de Rochefort
| Candidats                | Candidats                | Partis                   | Nuance                   | Premier tour | Premier tour | Second tour | Second tour |
| Candidats                | Candidats                | Partis                   | Nuance                   | Voix         | %            | Voix        | %           |
| ------------------------ | ------------------------ | ------------------------ | ------------------------ | ------------ | ------------ | ----------- | ----------- |
|                          | Caroline Campodarve,     | LR                       | UD                       | 2 160        | 42,32        | 2 828       | 55,89       |
|                          | Gérard Pons,             | LR                       | UD                       | 2 160        | 42,32        | 2 828       | 55,89       |
|                          | Isabelle Flamand         | G.s                      | UGE                      | 1 478        | 28,96        | 2 232       | 44,11       |
|                          | Jean-Pierre Lartige      | EÉLV                     | UGE                      | 1 478        | 28,96        | 2 232       | 44,11       |
|                          | Dominique Droin          | RN                       | RN                       | 931          | 18,24        |             |             |
|                          | Monique Lomazzi          | RN                       | RN                       | 931          | 18,24        |             |             |
|                          | Michèle Grenier          | PCF                      | COM                      | 535          | 10,48        |             |             |
|                          | Philippe Guillomet       | PCF                      | COM                      | 535          | 10,48        |             |             |
|                          |                          |                          |                          |              |              |             |             |
| Suffrages exprimés       | Suffrages exprimés       | Suffrages exprimés       | Suffrages exprimés       | 5 104        | 96,41        | 5 060       | 93,38       |
| Votes blancs             | Votes blancs             | Votes blancs             | Votes blancs             | 106          | 2,00         | 210         | 3,88        |
| Votes nuls               | Votes nuls               | Votes nuls               | Votes nuls               | 84           | 1,59         | 149         | 2,75        |
| Total                    | Total                    | Total                    | Total                    | 5 294        | 100          | 5 419       | 100         |
| Abstention               | Abstention               | Abstention               | Abstention               | 11 835       | 69,09        | 11 711      | 68,37       |
| Inscrits / participation | Inscrits / participation | Inscrits / participation | Inscrits / participation | 17 129       | 30,91        | 17 130      | 31,63       |

### Canton de La Rochelle-1
| Candidats                | Candidats                | Partis                   | Nuance                   | Premier tour | Premier tour | Second tour | Second tour |
| Candidats                | Candidats                | Partis                   | Nuance                   | Voix         | %            | Voix        | %           |
| ------------------------ | ------------------------ | ------------------------ | ------------------------ | ------------ | ------------ | ----------- | ----------- |
|                          | Christophe Bertaud       | DVG                      | DVG                      | 1 330        | 28,83        | 2 236       | 51,71       |
|                          | Marylise Fleuret-Pagnoux | PRG                      | DVG                      | 1 330        | 28,83        | 2 236       | 51,71       |
|                          | David Blaise-Martin      | EÉLV                     | ECO                      | 963          | 20,87        | 2 088       | 48,29       |
|                          | Carine Gendre            | EÉLV                     | ECO                      | 963          | 20,87        | 2 088       | 48,29       |
|                          | Sévérine Aouach-Baverel  | DVG                      | DVG                      | 723          | 15,67        |             |             |
|                          | Frédéric Milhiet         | DVG                      | DVG                      | 723          | 15,67        |             |             |
|                          | Liliane Dumont           | RN                       | RN                       | 616          | 13,35        |             |             |
|                          | Raymond Rouviere         | RN                       | RN                       | 616          | 13,35        |             |             |
|                          | Isabelle Daunit          | DVG                      | DVG                      | 374          | 8,11         |             |             |
|                          | Philippe Joussemet       | DVG                      | DVG                      | 374          | 8,11         |             |             |
|                          | Florence Labant          | LFI                      | FI                       | 307          | 6,65         |             |             |
|                          | Arnaud Picon             | LFI                      | FI                       | 307          | 6,65         |             |             |
|                          | Isabelle Bessière        | PCF                      | COM                      | 301          | 6,52         |             |             |
|                          | Dominique Hebert         | PCF                      | COM                      | 301          | 6,52         |             |             |
|                          |                          |                          |                          |              |              |             |             |
| Suffrages exprimés       | Suffrages exprimés       | Suffrages exprimés       | Suffrages exprimés       | 4 614        | 95,45        | 4 324       | 90,16       |
| Votes blancs             | Votes blancs             | Votes blancs             | Votes blancs             | 108          | 2,23         | 269         | 5,61        |
| Votes nuls               | Votes nuls               | Votes nuls               | Votes nuls               | 112          | 2,32         | 203         | 4,23        |
| Total                    | Total                    | Total                    | Total                    | 4 834        | 100          | 4 796       | 100         |
| Abstention               | Abstention               | Abstention               | Abstention               | 13 527       | 73,67        | 13 559      | 73,87       |
| Inscrits / participation | Inscrits / participation | Inscrits / participation | Inscrits / participation | 18 361       | 26,33        | 18 355      | 26,13       |

### Canton de La Rochelle-2
| Candidats                | Candidats                | Partis                   | Nuance                   | Premier tour | Premier tour | Second tour | Second tour |
| Candidats                | Candidats                | Partis                   | Nuance                   | Voix         | %            | Voix        | %           |
| ------------------------ | ------------------------ | ------------------------ | ------------------------ | ------------ | ------------ | ----------- | ----------- |
|                          | Dominique Guégo          | DVG                      | DVG                      | 1 622        | 32,00        | 2 911       | 59,81       |
|                          | Marie Nédellec           | DVG                      | DVG                      | 1 622        | 32,00        | 2 911       | 59,81       |
|                          | Bruno Léal               | DVD                      | DVD                      | 1 223        | 24,13        | 1 956       | 40,19       |
|                          | Fabienne Michel          | DVD                      | DVD                      | 1 223        | 24,13        | 1 956       | 40,19       |
|                          | Géraldine Canlers        | DVG                      | UGE                      | 1 075        | 21,21        |             |             |
|                          | Gérard Gouron            | EÉLV                     | UGE                      | 1 075        | 21,21        |             |             |
|                          | Thierry Aguado           | RN                       | RN                       | 489          | 9,65         |             |             |
|                          | Paule Bonneau            | RN                       | RN                       | 489          | 9,65         |             |             |
|                          | Patricia Friou           | DVG                      | DVG                      | 339          | 6,69         |             |             |
|                          | Gwenaël Jouan            | DVG                      | DVG                      | 339          | 6,69         |             |             |
|                          | Titouan Nico             | PCF                      | UG                       | 321          | 6,33         |             |             |
|                          | Nathalie Ogel            | DVG                      | UG                       | 321          | 6,33         |             |             |
|                          |                          |                          |                          |              |              |             |             |
| Suffrages exprimés       | Suffrages exprimés       | Suffrages exprimés       | Suffrages exprimés       | 5 069        | 96,04        | 4 867       | 91,55       |
| Votes blancs             | Votes blancs             | Votes blancs             | Votes blancs             | 86           | 1,63         | 277         | 5,21        |
| Votes nuls               | Votes nuls               | Votes nuls               | Votes nuls               | 123          | 2,33         | 172         | 3,24        |
| Total                    | Total                    | Total                    | Total                    | 5 278        | 100          | 5 316       | 100         |
| Abstention               | Abstention               | Abstention               | Abstention               | 11 144       | 67,86        | 11 086      | 67,59       |
| Inscrits / participation | Inscrits / participation | Inscrits / participation | Inscrits / participation | 16 422       | 32,14        | 16 402      | 32,41       |

### Canton de La Rochelle-3
| Candidats                | Candidats                   | Partis                   | Nuance                   | Premier tour | Premier tour | Second tour | Second tour |
| Candidats                | Candidats                   | Partis                   | Nuance                   | Voix         | %            | Voix        | %           |
| ------------------------ | --------------------------- | ------------------------ | ------------------------ | ------------ | ------------ | ----------- | ----------- |
|                          | Marion Pichot               | EÉLV                     | ECO                      | 1 311        | 28,19        | 2 444       | 55,63       |
|                          | Jean-Marc Soubeste          | EÉLV                     | ECO                      | 1 311        | 28,19        | 2 444       | 55,63       |
|                          | Josée Brossard              | DVG                      | DVG                      | 1 036        | 22,28        | 1 949       | 44,37       |
|                          | El Abbès Sebbar             | DVG                      | DVG                      | 1 036        | 22,28        | 1 949       | 44,37       |
|                          | Aurore Oliviers             | DVG                      | DVG                      | 647          | 13,91        |             |             |
|                          | Pierre Robin                | DVG                      | DVG                      | 647          | 13,91        |             |             |
|                          | Nadège Désir                | PRG                      | UG                       | 564          | 12,13        |             |             |
|                          | Michel Tillaud              | DVG                      | UG                       | 564          | 12,13        |             |             |
|                          | Paul Harel                  | DVG                      | DVG                      | 487          | 10,47        |             |             |
|                          | Catherine Lemasson-Lassegue | DVG                      | DVG                      | 487          | 10,47        |             |             |
|                          | Daniel Matifas              | PCF                      | COM                      | 340          | 7,31         |             |             |
|                          | Flora Ronchin               | PCF                      | COM                      | 340          | 7,31         |             |             |
|                          | Amaury Jédago               | LFI                      | FI                       | 265          | 5,70         |             |             |
|                          | Martine Wittevert           | LFI                      | FI                       | 265          | 5,70         |             |             |
|                          |                             |                          |                          |              |              |             |             |
| Suffrages exprimés       | Suffrages exprimés          | Suffrages exprimés       | Suffrages exprimés       | 4 650        | 93,79        | 4 393       | 89,09       |
| Votes blancs             | Votes blancs                | Votes blancs             | Votes blancs             | 161          | 3,25         | 308         | 71,97       |
| Votes nuls               | Votes nuls                  | Votes nuls               | Votes nuls               | 147          | 2,96         | 230         | 4,66        |
| Total                    | Total                       | Total                    | Total                    | 4 958        | 100          | 4 931       | 100         |
| Abstention               | Abstention                  | Abstention               | Abstention               | 12 637       | 71,82        | 12 662      | 71,97       |
| Inscrits / participation | Inscrits / participation    | Inscrits / participation | Inscrits / participation | 17 595       | 28,18        | 17 593      | 28,03       |

### Canton de Royan
| Candidats                | Candidats                | Partis                   | Nuance                   | Premier tour | Premier tour | Second tour | Second tour |
| Candidats                | Candidats                | Partis                   | Nuance                   | Voix         | %            | Voix        | %           |
| ------------------------ | ------------------------ | ------------------------ | ------------------------ | ------------ | ------------ | ----------- | ----------- |
|                          | Patrice Libelli          | DVD                      | UD                       | 2 820        | 35,81        | 5 346       | 70,00       |
|                          | Marie-Pierre Quentin,    | LR                       | UD                       | 2 820        | 35,81        | 5 346       | 70,00       |
|                          | Josefa La Foret          | RN                       | RN                       | 1 850        | 23,49        | 2 291       | 30,00       |
|                          | Olivier Lys              | RN                       | RN                       | 1 850        | 23,49        | 2 291       | 30,00       |
|                          | Muriel Guillet           | DVC                      | UC                       | 1 301        | 16,52        |             |             |
|                          | Thomas Lafarie           | LREM                     | UC                       | 1 301        | 16,52        |             |             |
|                          | Jacques Guiard           | PCF                      | UG                       | 990          | 12,57        |             |             |
|                          | Christelle Maire         | DVG                      | UG                       | 990          | 12,57        |             |             |
|                          | Martine Gomis Petit      | EÉLV                     | ECO                      | 914          | 11,61        |             |             |
|                          | Bruno Lichère            | EÉLV                     | ECO                      | 914          | 11,61        |             |             |
|                          |                          |                          |                          |              |              |             |             |
| Suffrages exprimés       | Suffrages exprimés       | Suffrages exprimés       | Suffrages exprimés       | 7 875        | 96,39        | 7 637       | 89,45       |
| Votes blancs             | Votes blancs             | Votes blancs             | Votes blancs             | 165          | 2,02         | 567         | 6,64        |
| Votes nuls               | Votes nuls               | Votes nuls               | Votes nuls               | 130          | 1,59         | 334         | 3,91        |
| Total                    | Total                    | Total                    | Total                    | 8 170        | 100          | 8 538       | 100         |
| Abstention               | Abstention               | Abstention               | Abstention               | 16 618       | 67,04        | 16 250      | 65,56       |
| Inscrits / participation | Inscrits / participation | Inscrits / participation | Inscrits / participation | 24 788       | 32,96        | 24 788      | 34,44       |

### Canton de Saint-Jean-d'Angély
| Candidats                | Candidats                | Partis                   | Nuance                   | Premier tour | Premier tour | Second tour | Second tour |
| Candidats                | Candidats                | Partis                   | Nuance                   | Voix         | %            | Voix        | %           |
| ------------------------ | ------------------------ | ------------------------ | ------------------------ | ------------ | ------------ | ----------- | ----------- |
|                          | Caroline Aloé,           | DVD                      | UD                       | 2 613        | 39,31        | 3 417       | 53,61       |
|                          | Jean-Claude Godineau,    | UDI                      | UD                       | 2 613        | 39,31        | 3 417       | 53,61       |
|                          | Michel Laporterie        | DVG                      | DVG                      | 1 740        | 26,17        | 2 957       | 46,39       |
|                          | Annie Poinot-Rivière     | DVG                      | DVG                      | 1 740        | 26,17        | 2 957       | 46,39       |
|                          | Fabien Brodu             | RN                       | RN                       | 1 596        | 24,01        |             |             |
|                          | Carine Laumont           | RN                       | RN                       | 1 596        | 24,01        |             |             |
|                          | Frédéric Giraudot        | PCF                      | COM                      | 699          | 10,51        |             |             |
|                          | Christine Vernon         | PCF                      | COM                      | 699          | 10,51        |             |             |
|                          |                          |                          |                          |              |              |             |             |
| Suffrages exprimés       | Suffrages exprimés       | Suffrages exprimés       | Suffrages exprimés       | 6 648        | 94,24        | 3 674       | 90,17       |
| Votes blancs             | Votes blancs             | Votes blancs             | Votes blancs             | 258          | 3,66         | 435         | 6,15        |
| Votes nuls               | Votes nuls               | Votes nuls               | Votes nuls               | 148          | 2,10         | 260         | 3,68        |
| Total                    | Total                    | Total                    | Total                    | 7 054        | 100          | 7 069       | 100         |
| Abstention               | Abstention               | Abstention               | Abstention               | 14 281       | 66,94        | 14 254      | 66,85       |
| Inscrits / participation | Inscrits / participation | Inscrits / participation | Inscrits / participation | 21 335       | 33,06        | 21 323      | 33,15       |

### Canton de Saint-Porchaire
| Candidats                | Candidats                | Partis                   | Nuance                   | Premier tour | Premier tour | Second tour | Second tour |
| Candidats                | Candidats                | Partis                   | Nuance                   | Voix         | %            | Voix        | %           |
| ------------------------ | ------------------------ | ------------------------ | ------------------------ | ------------ | ------------ | ----------- | ----------- |
|                          | Michel Doublet,          | LR                       | UD                       | 1 610        | 30,73        | 3 389       | 69,65       |
|                          | Brigitte Seguin,         | DVD                      | UD                       | 1 610        | 30,73        | 3 389       | 69,65       |
|                          | Sylviane Buisson         | RN                       | RN                       | 1 020        | 19,47        | 1 477       | 30,35       |
|                          | Jacky Grangan            | RN                       | RN                       | 1 020        | 19,47        | 1 477       | 30,35       |
|                          | Patrice Bachereau        | DVC                      | DVC                      | 977          | 18,65        |             |             |
|                          | Nadège Louassier         | DVC                      | DVC                      | 977          | 18,65        |             |             |
|                          | Rémy Catrou              | LFI                      | UG                       | 602          | 11,49        |             |             |
|                          | Brigitte Decrouy         | DVG                      | UG                       | 602          | 11,49        |             |             |
|                          | Sabrina Graton           | DVD                      | DVD                      | 559          | 10,67        |             |             |
|                          | Jean-Claude Grenon       | DVD                      | DVD                      | 559          | 10,67        |             |             |
|                          | Marie-Hélène Barret      | DVC                      | UC                       | 472          | 9,01         |             |             |
|                          | Olivier Macaud           | LREM                     | UC                       | 472          | 9,01         |             |             |
|                          |                          |                          |                          |              |              |             |             |
| Suffrages exprimés       | Suffrages exprimés       | Suffrages exprimés       | Suffrages exprimés       | 5 240        | 95,22        | 4 866       | 88,84       |
| Votes blancs             | Votes blancs             | Votes blancs             | Votes blancs             | 143          | 2,60         | 341         | 6,23        |
| Votes nuls               | Votes nuls               | Votes nuls               | Votes nuls               | 120          | 2,18         | 270         | 4,93        |
| Total                    | Total                    | Total                    | Total                    | 5 503        | 100          | 5 477       | 100         |
| Abstention               | Abstention               | Abstention               | Abstention               | 9 838        | 64,13        | 9 866       | 64,30       |
| Inscrits / participation | Inscrits / participation | Inscrits / participation | Inscrits / participation | 15 341       | 35,87        | 15 343      | 35,70       |

### Canton de Saintes
| Candidats                | Candidats                | Partis                   | Nuance                   | Premier tour | Premier tour | Second tour | Second tour |
| Candidats                | Candidats                | Partis                   | Nuance                   | Voix         | %            | Voix        | %           |
| ------------------------ | ------------------------ | ------------------------ | ------------------------ | ------------ | ------------ | ----------- | ----------- |
|                          | Véronique Abelin-Drapron | UDI                      | UC                       | 1 711        | 30,69        | 2 892       | 52,99       |
|                          | Philippe Callaud         | MR                       | UC                       | 1 711        | 30,69        | 2 892       | 52,99       |
|                          | Aline Carrillo           | PS                       | UG                       | 1 252        | 22,45        | 2 566       | 47,01       |
|                          | Christophe Dourthe       | PS                       | UG                       | 1 252        | 22,45        | 2 566       | 47,01       |
|                          | Nathalie Collard         | RN                       | RN                       | 880          | 15,78        |             |             |
|                          | Guy Cugnon de Sévricourt | RN                       | RN                       | 880          | 15,78        |             |             |
|                          | Georges Jousserand       | EÉLV                     | ECO                      | 820          | 14,71        |             |             |
|                          | Anita Mishra             | EÉLV                     | ECO                      | 820          | 14,71        |             |             |
|                          | Danièle Comby            | LR                       | LR                       | 485          | 8,70         |             |             |
|                          | Alain Georgeon           | LR                       | LR                       | 485          | 8,70         |             |             |
|                          | Florence Betizeau        | PCF                      | COM                      | 428          | 7,68         |             |             |
|                          | Frédéric Desrues         | PCF                      | COM                      | 428          | 7,68         |             |             |
|                          |                          |                          |                          |              |              |             |             |
| Suffrages exprimés       | Suffrages exprimés       | Suffrages exprimés       | Suffrages exprimés       | 5 576        | 96,12        | 5 458       | 91,81       |
| Votes blancs             | Votes blancs             | Votes blancs             | Votes blancs             | 115          | 1,98         | 292         | 4,91        |
| Votes nuls               | Votes nuls               | Votes nuls               | Votes nuls               | 110          | 1,90         | 195         | 3,28        |
| Total                    | Total                    | Total                    | Total                    | 5 801        | 100          | 5 945       | 100         |
| Abstention               | Abstention               | Abstention               | Abstention               | 12 815       | 68,84        | 12 679      | 68,08       |
| Inscrits / participation | Inscrits / participation | Inscrits / participation | Inscrits / participation | 18 616       | 31,16        | 16 624      | 31,92       |

### Canton de Saintonge Estuaire
| Candidats                | Candidats                | Partis                   | Nuance                   | Premier tour | Premier tour | Second tour | Second tour |
| Candidats                | Candidats                | Partis                   | Nuance                   | Voix         | %            | Voix        | %           |
| ------------------------ | ------------------------ | ------------------------ | ------------------------ | ------------ | ------------ | ----------- | ----------- |
|                          | Françoise de Roffignac,  | DVD                      | DVD                      | 3 599        | 65,51        | 4 317       | 75,63       |
|                          | Loïc Girard,             | DVD                      | DVD                      | 3 599        | 65,51        | 4 317       | 75,63       |
|                          | Willy Chomel             | RN                       | RN                       | 1 278        | 23,26        | 1 391       | 24,37       |
|                          | Sandrine Lebeau          | RN                       | RN                       | 1 278        | 23,26        | 1 391       | 24,37       |
|                          | Patricia Chaigneault     | DVC                      | DVC                      | 617          | 11,23        |             |             |
|                          | Stéphane Loth            | DVC                      | DVC                      | 617          | 11,23        |             |             |
|                          |                          |                          |                          |              |              |             |             |
| Suffrages exprimés       | Suffrages exprimés       | Suffrages exprimés       | Suffrages exprimés       | 5 494        | 94,24        | 5 708       | 94,08       |
| Votes blancs             | Votes blancs             | Votes blancs             | Votes blancs             | 219          | 3,76         | 214         | 3,53        |
| Votes nuls               | Votes nuls               | Votes nuls               | Votes nuls               | 117          | 2,01         | 145         | 2,39        |
| Total                    | Total                    | Total                    | Total                    | 5 830        | 100          | 6 067       | 100         |
| Abstention               | Abstention               | Abstention               | Abstention               | 10 335       | 63,93        | 10 099      | 62,47       |
| Inscrits / participation | Inscrits / participation | Inscrits / participation | Inscrits / participation | 16 165       | 36,07        | 16 166      | 37,53       |

### Canton de Saujon
| Candidats                | Candidats                | Partis                   | Nuance                   | Premier tour | Premier tour | Second tour | Second tour |
| Candidats                | Candidats                | Partis                   | Nuance                   | Voix         | %            | Voix        | %           |
| ------------------------ | ------------------------ | ------------------------ | ------------------------ | ------------ | ------------ | ----------- | ----------- |
|                          | Pascal Ferchaud          | DVG                      | DVG                      | 2 907        | 54,14        | 3 743       | 65,75       |
|                          | Ghislaine Guillen        | DVG                      | DVG                      | 2 907        | 54,14        | 3 743       | 65,75       |
|                          | Alicia Gourdin           | RN                       | RN                       | 1 659        | 30,90        | 1 950       | 34,25       |
|                          | Serge Plancenti          | RN                       | RN                       | 1 659        | 30,90        | 1 950       | 34,25       |
|                          | Stéphanie Muzard         | EÉLV                     | ECO                      | 803          | 14,96        |             |             |
|                          | Jacques Pellerin         | EÉLV                     | ECO                      | 803          | 14,96        |             |             |
|                          |                          |                          |                          |              |              |             |             |
| Suffrages exprimés       | Suffrages exprimés       | Suffrages exprimés       | Suffrages exprimés       | 5 369        | 95,69        | 5 693       | 95,34       |
| Votes blancs             | Votes blancs             | Votes blancs             | Votes blancs             | 146          | 2,60         | 194         | 3,25        |
| Votes nuls               | Votes nuls               | Votes nuls               | Votes nuls               | 96           | 1,71         | 84          | 1,41        |
| Total                    | Total                    | Total                    | Total                    | 5 611        | 100          | 5 971       | 100         |
| Abstention               | Abstention               | Abstention               | Abstention               | 12 308       | 68,69        | 11 951      | 66,68       |
| Inscrits / participation | Inscrits / participation | Inscrits / participation | Inscrits / participation | 17 919       | 31,31        | 17 922      | 33,32       |

### Canton de Surgères
| Candidats                | Candidats                | Partis                   | Nuance                   | Premier tour | Premier tour | Second tour | Second tour |
| Candidats                | Candidats                | Partis                   | Nuance                   | Voix         | %            | Voix        | %           |
| ------------------------ | ------------------------ | ------------------------ | ------------------------ | ------------ | ------------ | ----------- | ----------- |
|                          | Catherine Desprez,       | DVD                      | DVC                      | 3 329        | 50,29        | 4 063       | 64,08       |
|                          | Gilles Gay,              | DVC                      | DVC                      | 3 329        | 50,29        | 4 063       | 64,08       |
|                          | Micheline Bernard        | PS                       | UG                       | 1 933        | 29,20        | 2 278       | 35,92       |
|                          | Didier Touvron           | PCF                      | UG                       | 1 933        | 29,20        | 2 278       | 35,92       |
|                          | Cyrille Brissac          | RN                       | RN                       | 1 357        | 20,50        |             |             |
|                          | Evelyne Marchau          | RN                       | RN                       | 1 357        | 20,50        |             |             |
|                          |                          |                          |                          |              |              |             |             |
| Suffrages exprimés       | Suffrages exprimés       | Suffrages exprimés       | Suffrages exprimés       | 6 619        | 95,80        | 6 341       | 93,41       |
| Votes blancs             | Votes blancs             | Votes blancs             | Votes blancs             | 183          | 2,65         | 263         | 3,87        |
| Votes nuls               | Votes nuls               | Votes nuls               | Votes nuls               | 107          | 1,55         | 184         | 2,71        |
| Total                    | Total                    | Total                    | Total                    | 6 909        | 100          | 6 788       | 100         |
| Abstention               | Abstention               | Abstention               | Abstention               | 13 629       | 66,36        | 13 759      | 66,96       |
| Inscrits / participation | Inscrits / participation | Inscrits / participation | Inscrits / participation | 20 538       | 33,64        | 20 547      | 33,04       |

### Canton de Thénac
| Candidats                | Candidats                | Partis                   | Nuance                   | Premier tour | Premier tour | Second tour | Second tour |
| Candidats                | Candidats                | Partis                   | Nuance                   | Voix         | %            | Voix        | %           |
| ------------------------ | ------------------------ | ------------------------ | ------------------------ | ------------ | ------------ | ----------- | ----------- |
|                          | Alexandre Grenot,        | DVD                      | DVD                      | 2 697        | 47,94        | 3 507       | 65,95       |
|                          | Sylvie Mercier,          | DVD                      | DVD                      | 2 697        | 47,94        | 3 507       | 65,95       |
|                          | Christian Dugué          | DVG                      | DVG                      | 1 281        | 22,77        | 1 811       | 34,05       |
|                          | Martine Fouquet          | DVG                      | DVG                      | 1 281        | 22,77        | 1 811       | 34,05       |
|                          | Claude Davy              | RN                       | RN                       | 1 129        | 20,07        |             |             |
|                          | Christine Martin         | RN                       | RN                       | 1 129        | 20,07        |             |             |
|                          | Jean Brethomé            | DVC                      | DVC                      | 519          | 9,23         |             |             |
|                          | Jessy Dijoux             | DVC                      | DVC                      | 519          | 9,23         |             |             |
|                          |                          |                          |                          |              |              |             |             |
| Suffrages exprimés       | Suffrages exprimés       | Suffrages exprimés       | Suffrages exprimés       | 5 626        | 95,02        | 5 318       | 92,02       |
| Votes blancs             | Votes blancs             | Votes blancs             | Votes blancs             | 169          | 2,85         | 273         | 4,72        |
| Votes nuls               | Votes nuls               | Votes nuls               | Votes nuls               | 126          | 2,13         | 188         | 3,25        |
| Total                    | Total                    | Total                    | Total                    | 5 921        | 100          | 5 779       | 100         |
| Abstention               | Abstention               | Abstention               | Abstention               | 9 977        | 62,76        | 10 125      | 63,66       |
| Inscrits / participation | Inscrits / participation | Inscrits / participation | Inscrits / participation | 15 898       | 37,24        | 15 904      | 36,34       |

### Canton de Tonnay-Charente
| Candidats                | Candidats                | Partis                   | Nuance                   | Premier tour | Premier tour | Second tour | Second tour |
| Candidats                | Candidats                | Partis                   | Nuance                   | Voix         | %            | Voix        | %           |
| ------------------------ | ------------------------ | ------------------------ | ------------------------ | ------------ | ------------ | ----------- | ----------- |
|                          | Patricia François        | DVG                      | DVG                      | 2 563        | 38,05        | 3 545       | 52,51       |
|                          | Lionel Pacaud            | DVG                      | DVG                      | 2 563        | 38,05        | 3 545       | 52,51       |
|                          | Christian Branger,       | DVD                      | DVD                      | 2 265        | 33,63        | 3 206       | 47,49       |
|                          | Lydie Demené             | DVD                      | DVD                      | 2 265        | 33,63        | 3 206       | 47,49       |
|                          | Guy Errakhli             | RN                       | RN                       | 1 384        | 20,55        |             |             |
|                          | Ghislaine Gambard        | RN                       | RN                       | 1 384        | 20,55        |             |             |
|                          | Philippe Aubry           | DVD                      | UD                       | 523          | 7,77         |             |             |
|                          | Marie-Chantal Périer     | LR                       | UD                       | 523          | 7,77         |             |             |
|                          |                          |                          |                          |              |              |             |             |
| Suffrages exprimés       | Suffrages exprimés       | Suffrages exprimés       | Suffrages exprimés       | 3 735        | 95,89        | 6 751       | 93,54       |
| Votes blancs             | Votes blancs             | Votes blancs             | Votes blancs             | 183          | 2,61         | 280         | 3,88        |
| Votes nuls               | Votes nuls               | Votes nuls               | Votes nuls               | 106          | 1,51         | 186         | 2,58        |
| Total                    | Total                    | Total                    | Total                    | 7 024        | 100          | 7 217       | 100         |
| Abstention               | Abstention               | Abstention               | Abstention               | 13 886       | 66,41        | 13 700      | 65,50       |
| Inscrits / participation | Inscrits / participation | Inscrits / participation | Inscrits / participation | 20 910       | 33,59        | 20 917      | 34,50       |

### Canton de La Tremblade
| Candidats                | Candidats                | Partis                   | Nuance                   | Premier tour | Premier tour | Second tour | Second tour |
| Candidats                | Candidats                | Partis                   | Nuance                   | Voix         | %            | Voix        | %           |
| ------------------------ | ------------------------ | ------------------------ | ------------------------ | ------------ | ------------ | ----------- | ----------- |
|                          | Fabienne Labarrière      | DVD                      | DVD                      | 2 216        | 32,18        | 4 654       | 64,38       |
|                          | Jean Prou                | DVD                      | DVD                      | 2 216        | 32,18        | 4 654       | 64,38       |
|                          | Michel Vollet            | RN                       | RN                       | 2 172        | 31,54        | 2 575       | 35,62       |
|                          | Séverine Werbrouck       | RN                       | RN                       | 2 172        | 31,54        | 2 575       | 35,62       |
|                          | Christian Gerin          | DVC                      | DVG                      | 1 257        | 18,25        |             |             |
|                          | Marie-Noëlle Groch       | DVC                      | DVG                      | 1 257        | 18,25        |             |             |
|                          | David Mautret            | PCF                      | UG                       | 1 241        | 18,02        |             |             |
|                          | Alexandra Schakman       | PCF                      | UG                       | 1 241        | 18,02        |             |             |
|                          |                          |                          |                          |              |              |             |             |
| Suffrages exprimés       | Suffrages exprimés       | Suffrages exprimés       | Suffrages exprimés       | 6 886        | 96,05        | 7 229       | 92,79       |
| Votes blancs             | Votes blancs             | Votes blancs             | Votes blancs             | 154          | 2,15         | 338         | 4,34        |
| Votes nuls               | Votes nuls               | Votes nuls               | Votes nuls               | 129          | 1,80         | 224         | 2,88        |
| Total                    | Total                    | Total                    | Total                    | 7 169        | 100          | 7 791       | 100         |
| Abstention               | Abstention               | Abstention               | Abstention               | 13 724       | 65,69        | 13 103      | 62,71       |
| Inscrits / participation | Inscrits / participation | Inscrits / participation | Inscrits / participation | 20 893       | 34,31        | 20 894      | 37,29       |

### Canton des Trois Monts
| Candidats                | Candidats                | Partis                   | Nuance                   | Premier tour | Premier tour | Second tour | Second tour |
| Candidats                | Candidats                | Partis                   | Nuance                   | Voix         | %            | Voix        | %           |
| ------------------------ | ------------------------ | ------------------------ | ------------------------ | ------------ | ------------ | ----------- | ----------- |
|                          | Jeanne Blanc             | DVG                      | DVG                      | 2 449        | 39,36        | 3 234       | 50,79       |
|                          | Yves Poujade             | DVG                      | DVG                      | 2 449        | 39,36        | 3 234       | 50,79       |
|                          | Brigitte Quantin         | LR                       | DVD                      | 2 278        | 36,61        | 3 133       | 49,21       |
|                          | Bernard Seguin           | DVD                      | DVD                      | 2 278        | 36,61        | 3 133       | 49,21       |
|                          | Tony Crépin              | RN                       | RN                       | 1 495        | 24,03        |             |             |
|                          | Sandrine Foussier        | RN                       | RN                       | 1 495        | 24,03        |             |             |
|                          |                          |                          |                          |              |              |             |             |
| Suffrages exprimés       | Suffrages exprimés       | Suffrages exprimés       | Suffrages exprimés       | 6 222        | 95,41        | 6 367       | 92,14       |
| Votes blancs             | Votes blancs             | Votes blancs             | Votes blancs             | 190          | 2,91         | 334         | 4,83        |
| Votes nuls               | Votes nuls               | Votes nuls               | Votes nuls               | 109          | 1,67         | 209         | 3,02        |
| Total                    | Total                    | Total                    | Total                    | 6 521        | 100          | 6 910       | 100         |
| Abstention               | Abstention               | Abstention               | Abstention               | 11 650       | 64,11        | 11 269      | 61,99       |
| Inscrits / participation | Inscrits / participation | Inscrits / participation | Inscrits / participation | 18 171       | 35,89        | 18 179      | 38,01       |